# Rózsa András (költő)
Rózsa András (Budapest, 1935. október 22. – 2016. december 9.) magyar költő, sportújságíró

## Élete
Egy Szabolcs megyei tanyán nevelkedett, középiskolai tanulmányait Nyíregyházán a Kossuth Lajos Gimnáziumban végezte. 1958-ban szerzett diplomát magyar-történelem tanár szakon a Debreceni Egyetemen, ezután előbb adminisztrátor majd könyvtáros lett. 1961-ben előbb Budapestre majd Dunaújvárosba költözött, ahol egy éven át a Vasvári Pál Általános Iskola tanára volt. Budapestre 1968 őszén került vissza. A Népsport labdarúgó rovatának munkatársa, később a lap főmunkatársa lett. 1978-ig dolgozott a Népsportnál, ezután 1981-ig a Magyar Ifjúság belpolitikai rovatvezetője, később főmunkatársa, 1986-ig az Ötlet rovatszerkesztője és a Compack Híradó című üzemi lap szerkesztője, 1988-ig a Búvár főszerkesztőhelyettese, 1990-ig a Képes 7 főmunkatársa, 1992-ig a Reggeli Pesti Hírlap főmunkatársa, 1995-ig a Köztársaság című hetilap munkatársa volt. 1969 és 1981 közt az Ifjúsági Lapkiadó Vállalat szakszervezeti bizottságának titkári tisztét is betöltötte
Első publikációi 1954-ben jelentek meg megyei lapok hasábjain. Verseit, novelláit közölte az Alföld, a Jelenkor, az Élet és Irodalom, valamint a Rezzen a szél című debreceni antológia.

## Válogatott munkái
- Fekete sárkány (versek, Budapest, Szépirodalmi Kiadó, 1974, ISBN 9631500837)
- Fociológia (sportkönyv, Sport, Budapest, 1981, ISBN 9632535561)
- Köztesnépként Európában (antológia, egy tanulmányával, Budapest, Peace Press, 1990, ISBN 9630288664)
- Kelet-Közép-Európában a helyzet változatlan(?) (Budapest, Civil Akadémia Alapítvány, 2007)